# Elecciones parlamentarias de Dinamarca de 1939
Las elecciones parlamentarias de Dinamarca se llevaron a cabo el 3 de abril de 1939 salvo en las Islas Feroe, donde tuvieron lugar el 19 de abril. Fueron convocadas tras la disolución de ambas cámaras con el objetivo de llamar a un referéndum que cambiase la constitución. El referéndum se llevó a cabo el 23 de mayo, pero fracasó debido a la baja participación electoral. El resultado de las elecciones fue la victoria de los socialdemócratas, que obtuvieron 64 de los 149 escaños. La participación electoral fue de un 79.2% en Dinamarca continental y un 47.8% en las Islas Feroe.

## Resultados

### Dinamarca
| Partido                           | Votos     | %    | Escaños | +/–   |
| --------------------------------- | --------- | ---- | ------- | ----- |
| Socialdemócratas                  | 729.619   | 42.9 | 64      | –4    |
| Venstre                           | 309.355   | 18.2 | 30      | +2    |
| Partido Popular Conservador       | 301.625   | 17.8 | 26      | 0     |
| Partido Social Liberal            | 161.834   | 9.5  | 14      | 0     |
| Partido de los Granjeros          | 50.829    | 3.0  | 4       | –1    |
| Partido Comunista                 | 40.893    | 2.4  | 3       | +1    |
| Partido Justicia                  | 33.783    | 2.0  | 3       | –1    |
| Partido Nacionalsocialista Obrero | 31.032    | 1.8  | 3       | +3    |
| Cooperación Nacional              | 17.350    | 1.0  | 0       | Nuevo |
| Partido Schleswig                 | 15.016    | 0.9  | 0       | –1    |
| Unidad Danesa                     | 8.553     | 0.5  | 1       | Nuevo |
| Votos en blanco/nulos             | 9,667     | –    | –       | –     |
| Total                             | 1.709.556 | 100  | 148     | 0     |
| Fuente: Nohlen & Stöver           |           |      |         |       |

### Islas Feroe
| Partido                    | Votos | %    | Escaños | +/–   |
| -------------------------- | ----- | ---- | ------- | ----- |
| Partido Unionista          | 2.180 | 34.7 | 1       | 0     |
| Independientes             | 1.849 | 29.4 | 0       | 0     |
| Partido de la Igualdad     | 1.353 | 21.5 | 0       | 0     |
| Partido de los Empresarios | 588   | 9.4  | 0       | Nuevo |
| Partido del Autogobierno   | 314   | 5.0  | 0       | Nuevo |
| Votos en blanco/nulos      | 24    | –    | –       | –     |
| Total                      | 6.308 | 100  | 1       | 0     |
| Fuente: Nohlen & Stöver    |       |      |         |       |